# 蘇澳郡
蘇澳郡（すおうぐん）は、日本統治時代の台湾に存在した行政区画の一つであり、台北州に属した。

## 概要
蘇澳街（1933年に蘇澳庄より昇格）と蕃地を管轄し、郡役所は蘇澳街に置かれた。郡域は現在の宜蘭県蘇澳鎮、南澳郷に当たる。

## 歴代首長

### 郡守
- 小島仁三郎[1]
- 藤崎済之助[2]
- 倉谷勲[3]
- 家村隼人[4]
- 菊池和[5]
- 甲木豊吉[6]
- 小島猛[7]：1934年5月[8] -
- 大塚正[9]：1936年10月[10] -
- 大井又次[11]：1937年9月[12] -
- 小野栄[13]：1939年7月[14] -
- 佐藤茂[15]：1939年12月[16] -
- 古澤悌次[17]：1941年6月[18] -
- 吉澤改治[19]